# デジモンレーシング
『デジモンレーシング』は、アメリカのGriptonite Gamesが製作し、バンダイ（のちのバンダイナムコエンターテインメント）が和訳等をして2004年4月1日に日本で発売したゲームボーイアドバンス用レースゲーム。

## 概要
『デジモンアドベンチャー』『デジモンアドベンチャー02』『デジモンテイマーズ』『デジモンフロンティア』までのデジモンを使って、最大6台でレースするレースゲームとなっている。
基本的にはエネルギー貯めると進化し、アイテムの攻撃等で減ると退化する。
進化段階は幼年期→成長期→成熟期ということになっているが、ブイモンのみ幼年期→成長期→アーマー体となっている。
今回は『デジモンアドベンチャー』のパートナーデジモン八体が全て網羅されているが、『02』以降は主役のデジモン・または敵のボス級のみである。
また､任天堂のゲーム向けでは､このゲームが記念すべき､初である。

## ゲーム内容
- カップレース
  - 一人で全9カップクリアしていくモード。ボスは1カップごとクリアすると挑む事ができ、ボスを倒すと次のカップに進めるようになる。
- クイックレース
- タイムトライアル
- トロフィールーム

## 登場デジモン
デフォルト使用可能デジモン
- コロモン→アグモン→グレイモン（声：坂本千夏）
  - 『デジモンアドベンチャー』より。使いやすいデジモン。
- ツノモン→ガブモン→ガルルモン（声：山口眞弓）
  - 『デジモンアドベンチャー』より。ハンドリング重視のデジモン。
- タネモン→パルモン→トゲモン（声：溝脇しほみ）
  - 『デジモンアドベンチャー』より。加速が低く、ハンドリングが高いデジモン。
- トコモン→パタモン→エンジェモン（声：松本美和）
  - 『デジモンアドベンチャー』より。スピードが高いが、ハンドリングが低く、上級者向きのデジモン。
- モチモン→テントモン→カブテリモン（声：櫻井孝宏）
  - 『デジモンアドベンチャー』より。加速が高いデジモン。
- ピョコモン→ピヨモン→バードラモン（声：重松花鳥）
  - 『デジモンアドベンチャー』より。加速とハンドリングが低いがスピードが高いデジモン。
- ニャロモン→プロットモン→テイルモン（声：徳光由禾）
  - 『デジモンアドベンチャー』より。アグモンと同じく使いやすいデジモン。
- プカモン→ゴマモン→イッカクモン（声：竹内順子）
  - 『デジモンアドベンチャー』より。ハンドリングが高いが加速とスピードが低い、重量級のデジモン。

隠しキャラクター
カップレース、クイックレース、タイムトライアルそれぞれ全て入賞すると使用可能になる。
- ギギモン→ギルモン→グラウモン（声：野沢雅子）
  - 『デジモンテイマーズ』より。アグモンの重量版。
- チビモン→ブイモン→フレイドラモン（声：野田順子）
  - 『デジモンアドベンチャー02』より。加速とスピードは標準的な性能だが、ハンドリングが高いデジモン。唯一、アーマー体に進化するデジモンである。
- フレイモン→アグニモン→ヴリトラモン（声：竹内順子）
  - 『デジモンフロンティア』より。フレイモンは原作でアグニモンが力を失った姿である。